# أوين أوتاسوي
أوين أوتاسوي (مواليد 6 يناير 2001) هو لاعب كرة قدم أمريكي يلعب في مركز خط الوسط المدافع في نادي كلوب بروج.

## روابط خارجية
- أوين أوتاسوي على موقع الاتحاد الأوربي (الإنجليزية)
- أوين أوتاسوي على موقع قاعدة بيانات كرة القدم.إي يو (الإنجليزية)
- أوين أوتاسوي على موقع ليكيب (الفرنسية)
- أوين أوتاسوي على موقع ناشيونال فوتبول تيمز (الإنجليزية)
- أوين أوتاسوي على موقع Soccerbase.com (لاعب) (الإنجليزية)
- أوين أوتاسوي على موقع Soccerway.com (الإنجليزية)
- أوين أوتاسوي على موقع عالم كرة القدم.نت (الإنجليزية)